# Ломбок
Ломбо́к (Lombok на старояванском языке — прямой, честный) — остров в Малайском архипелаге, в группе Малых Зондских островов, в составе Индонезии. Омывается с юга Индийским океаном, с севера — морем Бали Тихого океана. С запада отделён Ломбокским проливом от острова Бали, с востока — проливом Алас от острова Сумбава.

## География

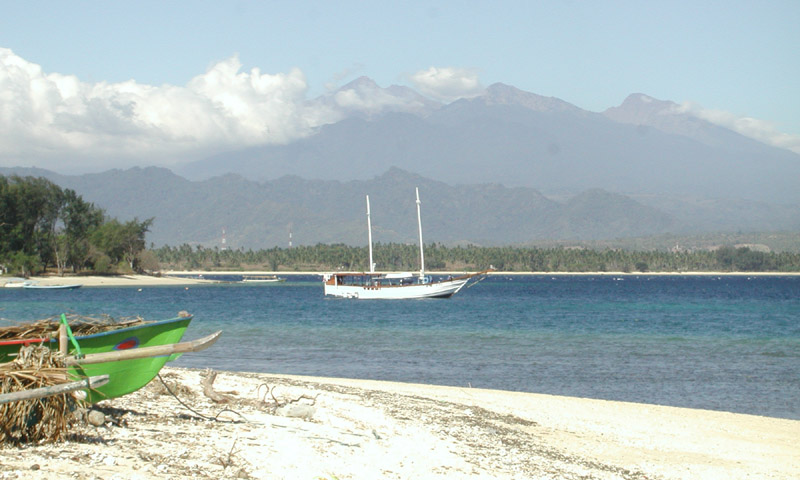
Вулкан Ринджани

Площадь около 5435 км². Остров имеет в целом овальную форму с крупными неровными выступами в юго-западной и юго-восточной частях. Максимальная протяжённость с севера на юг — около 80 км, с запада на восток — чуть менее 70 км. Максимальная высота над уровнем моря — 3726 м (вулкан Ринджани).
У северо-западного и северо-восточного побережья — группы мелких островов.

## Природа
Для рельефа Ломбока характерен весьма резкий подъем в направлении с юга на север. В северо-восточной, наиболее гористой части, находится его высшая точка — действующий вулкан Ринджани, третья по высоте вершина Индонезии. Южная часть острова представляет собой в основном известняковое плато, местами холмистое (до 716 м над уровнем моря).
Остров достаточно богат полезными ископаемыми, прежде всего, рудами различных металлов. К настоящему времени разведаны месторождения олова, свинца, железа, марганца, цинка, серебра и золота.
Климат острова экваториально-муссонный, в целом типичный для большинства островов Малайского архипелага, однако погодные условия в горных и низменных районах бывают достаточно различны. Дождливый сезон — с октября по апрель, наибольшее количество осадков выпадает, как правило, в декабре-феврале. Среднее количество осадков — более 1600 мм в год. Температурные колебания незначительны, среднегодовой показатель около 26 °C.
Непосредственно у западной оконечности острова, в Ломбокском проливе проходит линия Уоллеса, разделяющая биогеографические области Азии и Австралии. В силу подобного пограничного положения флора и фауна острова имеют переходный характер.
В 1997 году вулкан Ринджани и находящееся в его кратере озеро Сегара Анак были объявлены национальным парком.
Единственный вид птиц-эндемиков острова был описан в 2013 году: Otus jolandae. Муравей-эндемик: Aenictus longicephalus.

## История
Первые сведения о существовании централизованных государственных образований на территории Ломбока относятся к IX веку. Практически изначально местные княжества попали под сильное культурное и политическое влияние более мощных и развитых балийских княжеств, а с XI века — в их полное подчинение.
Независимости от балийцев удалось добиться государству Селапара́нг (XII—XVII века), правители которого распространили свою власть не только на всю территорию Ломбока, но и на бо́льшую часть Сумбавы. В 1357 году Селапаранг подвергся масштабному военному вторжению со стороны яванского государства Маджапахит, однако последовавшая вассальная зависимость от него была кратковременной.
В 1667-1668 годах произошли столкновения ломбокцев с отрядами голландских колонизаторов, начавшими в этот период осваивать Малые Зондские острова. Закрепиться на Ломбоке голландцам не удалось, однако Сумбаву войска Селапаранга не удержали. Ослаблением султаната воспользовалось балийское княжество Карангасем, которое, при опоре на некоторых местных удельных правителей с 1672 года предприняло серию завоевательных походов против Селапаранга и в 1740 году полностью аннексировало его.
В конце XIX века сасаки, стремясь к освобождению от балийского господства, обратились за помощью к нидерландской колониальной администрации, контролировавшей к тому времени большую часть территории современной Индонезии. Изгнав балийцев с Ломбока в 1894 году, голландцы незамедлительно присоединили остров к своим ост-индским владениям. Попытка местного раджи выдворить колонизаторов силой оружия оказалась неудачной: в сражениях с нидерландскими войсками островитяне понесли большие потери, хозяйству Ломбока был нанесён серьёзный ущерб. Одним из главных организаторов антиголландского выступления был россиянин Василий Пантелеймонович Малыгин, незадолго до того обосновавшийся на острове.
В 1942 году Ломбок, как и вся территория Нидерландской Ост-Индии, был занят вооруженными силами Японии. Вскоре после провозглашения независимости Индонезии 17 августа 1945 года и капитуляции оккупационных японских сил голландцы восстановили контроль над островом, однако индонезийско-нидерландское соглашение 1949 года зафиксировало индонезийский суверенитет над его территорией.

## Административное деление
Административно Ломбок относится к провинции Западная Нуса-Тенгара (индон. Nusa Tenggara Barat). Главный город острова — Матарам — является административным центром провинции. Территория острова делится на четыре округа (кабупатена), Матарам с окрестностями выделен в особую административную единицу — муниципалитет (кота), приравниваемую по статусу к округу.

## Население
Население Ломбока — более 3 млн человек, со следующим распределением по округам:
- Западный Ломбок — 743 484 человека[8];
- Центральный Ломбок — 745 433 человека[7];
- Восточный Ломбок — 1 046 510 человек[9];
- Северный Ломбок — 204 556 человек[7];
- Матарам — 356 141 человек[10].

Южная и восточная части острова населены значительно более плотно, чем гористый северо-запад.

### Этнический состав, языки

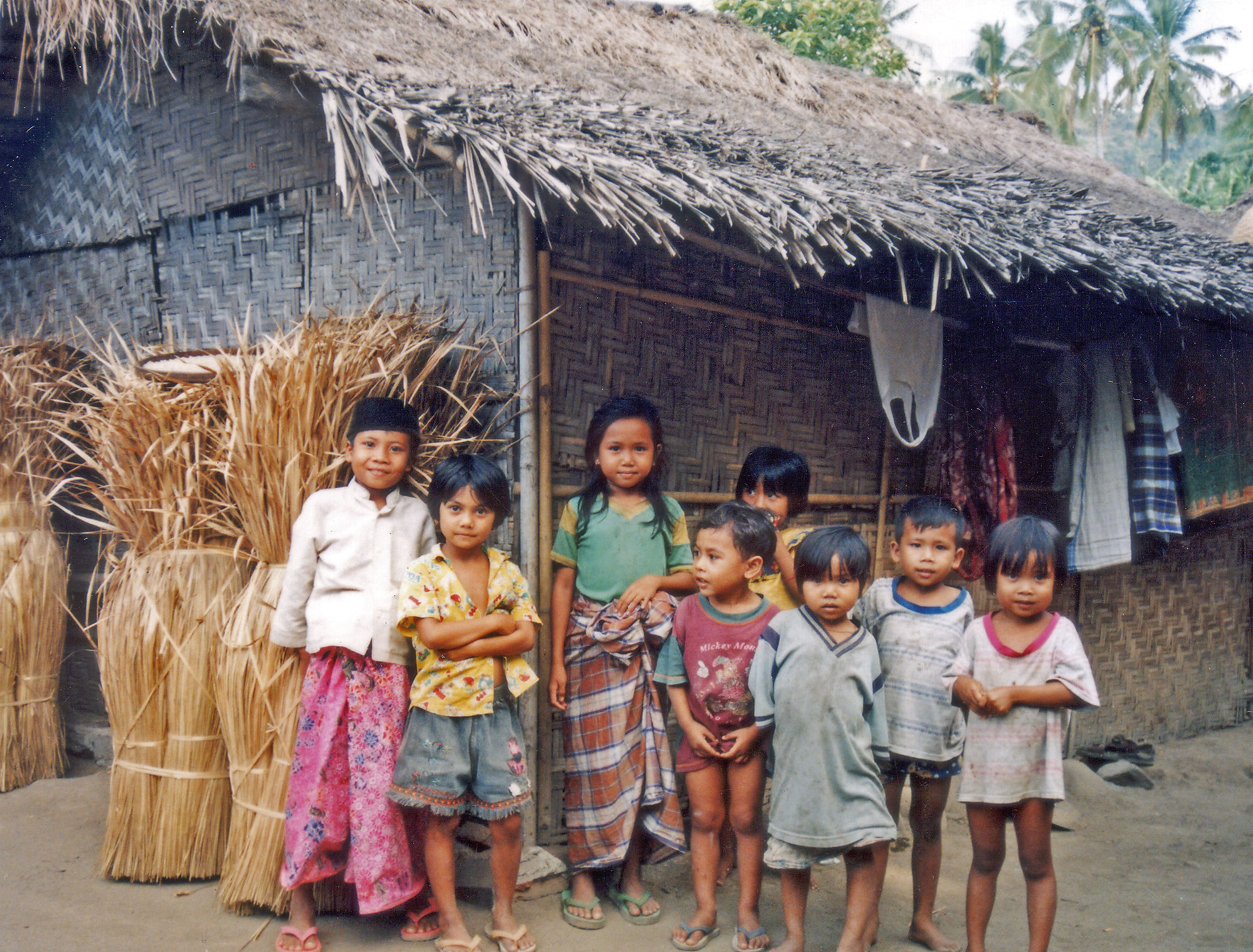
Дети в традиционной сасакской деревне

Более 80 % жителей — представители народности сасаки, около 10 % — балийцы (в основном в западной части острова, в том числе в Матараме и его окрестностях). На Ломбоке проживает также незначительное количество китайцев, яванцев и представителей других народностей Индонезии.
Практически всё взрослое население острова свободно владеет государственным языком Индонезии — индонезийским, при этом сасаки в быту, как правило, употребляют различные диалекты сасакского языка, балийцы — балийский язык.

### Религиозный состав
Большинство населения (до 90 %), включая практически всех сасаков и яванцев — мусульмане, балийцы исповедуют преимущественно индуизм. Имеется небольшое количество христиан — как протестантов, так и католиков — в основном среди китайской общины.
В северной части острова распространён ислам особого, местного толка, так называемый «ислам ве́ту те́лу» (буквально — трёхразовый ислам), адепты которого достаточно вольно трактуют ортодоксальные религиозные каноны, считая, в частности, достаточным молиться не пять раз в день, а три.
В некоторых местностях сохраняются пережитки туземного культа «саса́к бо́да», сочетающего анимистическую основу с элементами индуизма.
В конце 1990-х — начале 2000-х годов на Ломбоке произошла серия массовых столкновений на этнорелигиозной почве, в результате которых несколько десятков тысяч балийцев были вынуждены покинуть остров. В последние годы обстановка стала более спокойной, благодаря чему многие балийские семьи возвращаются обратно.
На острове имеется около 1000 мечетей, некоторые находятся в стадии строительства.

## Экономика
Основной статьёй экономики Ломбока с начала 1990-х годов является туризм. Иностранных туристов привлекают как историко-культурные достопримечательности, так и природные красоты острова — живописное побережье, вулканы, горные реки и водопады. Небольшой архипелаг Гили у северо-западной оконечности Ломбока особенно популярен среди любителей дайвинга.
Важнейшим фактором, сказывающимся на развитии туризма на Ломбоке, а в значительной степени и всей социально-экономической жизни острова, является его близкое соседство с Бали — бесспорно, самым популярным туристическим местом Индонезии, наиболее богатым и благополучным среди Малых Зондских островов. С одной стороны, именно Бали часто служит промежуточным пунктом, откуда иностранцы посещают Ломбок. С другой, местной индустрии туризма постоянно приходится выдерживать тяжелую конкуренцию с балийской — пока существенно более развитой.
Значительная часть островитян по-прежнему занята в сельском хозяйстве, преимущественно — в земледелии, особенно развитом в южных, равнинных районах. Основные культуры — рис, кукуруза, овощи (прежде всего, водный шпинат и кайлан), а также кофе, выращиваемый здесь с XIX века. В приусадебных хозяйствах практикуется разведение мелкого рогатого скота, лошадей и кур.
На побережье широко распространено рыболовство, развивается выращивание жемчуга. В центральных районах большое значение имеет гончарное производство, а также пчеловодство и бортничество (Ломбок известен в Индонезии как источник лучшего в стране мёда).
Промышленность развита незначительно — имеется несколько текстильных, пищевкусовых и судоремонтных предприятий.
Разработка металлических руд, начатая ещё в период голландской колонизации, в 2006 году была заморожена по экологическим соображениям. Однако с учётом недавнего обнаружения новых богатых золотых месторождений в местечке Секотонг (округ Западный Ломбок) запущена процедура пересмотра соответствующего законодательства.

## Транспорт и инфраструктура
Единственным аэропортом острова является Международный аэропорт Ломбока (IATA: LOP, ICAO: WADL) открытый в октябре 2011 года вместо закрытого на реконструкцию старого аэропорта «Селапаранг», который предполагается впоследствии использовать как местный аэропорт.
Основные порты — Лемба́р на западном побережье и Лабу́ан-Ломбок на восточном. Из этих пунктов осуществляется паромное сообщение с Бали и Сумбавой (соответственно, порты Пада́нг Бэй и По́то-Та́но).
На острове активно ведётся дорожное строительство, быстрыми темпами расширяется транспортный парк. Традиционные ломбокские двухколёсные конные повозки чидо́мо в сельской местности по-прежнему используются как повседневное транспортное средство, однако в туристических районах приносят значительно большую прибыль как средство увеселительных прогулок.